# Chuggington – Veselé vláčky
Chuggington – Veselé vláčky (v anglickém originále Chuggington) je britský animovaný televizní seriál pro děti předškolního věku produkovaný v letech 2008–2015 společností Ludorum a vysílaný na stanici CBeebies. Děj se odehrává ve fiktivním městě Chuggington a je založen na tom, jak v něm mladé mašinky postupně objevují svět.

## Vlaky

### Vlaky ve výcviku

#### Koko
Zelená mašinka, která se ve 4. sérii přidala k rychlostní rotě, je vybavená urychlovačem, který ji pomůže dosáhnout velmi vysoké rychlosti, neučí se jen jezdit rychle, ale vozí i cestující, v 1.-3. sérii byla ve výcviku s učitelem Kyliánem a později Skylarem, kromě ní byly ve výcviku i Broník a Vilík.
Česky ji namluvily Viktorie Taberyová (1. série) a Klára Šumanová (2. série).

#### Vilík
Červený vláček, který by rád dělal všechno po svém. Ve 4. sérii se přidal k Vláčkové hlídce, která dohlíží na bezpečnost vláčků. K jeho vybavení patří vláčkon, který mu umožňuje komunikovat s ostatními členy hlídky, zrcátka a siréna. V 1.-3. sérii byl ve výcviku.
Česky ho namluvil Štěpán Krtička.

#### Broník
Modrý vláček, je vláčkonýrem od 4. série, vláčkonýři staví tratě, mosty i tunely. Má velmi hlasitou sirénu. Je zvídavý, při stavbě Broníkova mostu ve 4. sérii měl plno otázek. Jeho nejlepšími kamarády jsou Koko a Vilík.
Česky ho namluvil David Štěpán (1. - 4. série) a Petr Neskusil (5. - 6. série)

#### Hú a Tú
Dvojčata, Tú je zelená, Hú je modrý. Neustále se dohadují kdo pojede vpředu. Vinu svádějí jeden na druhého. Jsou spojení gumou, ale v některých dílech se rozpojili. Podle Vee (rozhlas) jsou jeden jako druhý. Často rozpůlí slovo např. Hú řekne sen a Tú řekne zace (dohromady senzace).
Česky je namluvili Radovan Vaculík a Klára Šumanová.

#### Piper
Parní mašinka, která je oranžová. Do Chuggingtonu ji přivezli Starý Petr a Olga, ráda říká: "když udělám ššš, vychází pára".

## Seznam DVD
- Chuggington - Veselé vláčky 1.: Hurá, jedeme!
- Chuggington - Veselé vláčky 2.: Pozor, jede mašinka!
- Chuggington - Veselé vláčky 3.: Mašinky na Safari
- Chuggington - Veselé vláčky 4.: Škola pro vláčky
- Chuggington - Veselé vláčky 5.: Velké závody
- Chuggington - Veselé vláčky 6.: Mašinky to zachrání
- Chuggington - Veselé vláčky 7.: Legrace má zelenou
- Chuggington - Veselé vláčky 8.: Mašinky, vypusťte páru!
- Chuggington - Veselé vláčky 9.: Dobrodružství na kolejích
- Chuggington - Veselé vláčky 10: Vlakózní parta